# Griechisch-russische Beziehungen
Bilaterale Beziehungen zwischen Griechenland und Russland bestehen seit 1828. Griechenland ist durch seine Botschaft in Moskau und die Generalkonsulate in Moskau, Sankt Petersburg und Noworossijsk vertreten. Russland betreibt eine Botschaft in Athen und ein Generalkonsulat in Thessaloniki.
Griechenland fühlt sich durch kulturelle Nähe mit Russland verbunden. In Russland lebten 2002 fast 100.000 Personen griechischen Ursprungs.

## Politische Beziehungen
Kontakte zwischen den Ländern sind anhaltend und stark.
Es gibt eine interministrale Zusammenarbeit zwischen den beiden Ländern, die sich vor allem auf die Felder der wirtschaftlichen, wissenschaftlichen, industriellen und technologischen Zusammenarbeit fokussiert.
Im Juli 2018 kündigte Griechenland die Ausweisung von zwei russischen Diplomaten an und belegte zwei weitere Russen mit einem Einreiseverbot. Griechenland und Mazedonien hatten sich im Juni 2018 im Streit um den Namen „Mazedonien“ geeinigt. Nach der Einigung im Namensstreit darf Mazedonien der NATO beitreten. Russland lehnt das ab und hat in Griechenland Widerstand gegen das Namensabkommen geschürt. Athen beschuldigt die russischen Diplomaten der Einmischung in die inneren Angelegenheiten Griechenlands. Die Diplomaten sollen versucht haben, griechische Staatsfunktionäre zu bestechen und Demonstrationen gegen die Einigung mit Mazedonien gefördert zu haben. Dies sei Teil einer größeren Kampagne, den Einfluss Russlands in Griechenland zu erweitern, unter anderem durch die Aktivitäten der Kaiserlichen Orthodoxen Palästina-Gesellschaft. Letztere sei insbesondere in der orthodoxen Mönchsrepublik Athos um eine größere Einflussnahme Russlands bemüht. Russische Medien  haben zudem die Gründung einer neuen populistischen Partei unter der Führung von Dimitris Kammenos von der rechtspopulistischen Anexartiti Ellines vorangetrieben. Die neue Partei soll das Namensabkommen blockieren.